# Robinson Sucroë
Cet article possède un paronyme, voir Robinson Crusoé.
Pour les articles homonymes, voir Crusoé.
Robinson Sucroë est une série télévisée d'animation franco-québécoise en 26 épisodes de 25 minutes, créée par Christophe Izard à partir d'un concept illégalement plagié sur l'idée originale d'un dessinateur québécois, Claude Robinson, que ce dernier avait titrée Robinson Curiosité.
Elle a été d'abord diffusée en France sur Canal+ dans l'émission Canaille Peluche au début de l'année 1995, puis rediffusée sur France 2 dans La Planète de Donkey Kong, sur France 5 dans l'émission Midi les Zouzous et sur Gulli. Au Québec, elle a été diffusée à partir du 8 septembre 1995 sur Canal Famille et rediffusée à partir du 8 septembre 1997 sur Télétoon.
Cette série, tirée de l'œuvre de Claude Robinson, est naturellement une parodie du célèbre roman Robinson Crusoé de Daniel Defoe.

## Synopsis
En 1787, le jeune Robinson Sucroë, journaliste au quotidien New York Herald, décide de devenir naufragé volontaire sur une île déserte et de faire partager ses aventures aux lecteurs du journal. Arrivé sur l'île, il découvre que cette dernière est occupée par la tribu des Touléjour originaires d'Europe et par deux équipage de pirates, l'un français et l'autre anglais. 
Robinson fait alors la connaissance de Mercredi à qui il confie rapidement la rédaction de ses chroniques. Mais Julius Uglyston, un journaliste jaloux, découvre la supercherie et cherche par tous les moyens à démasquer Robinson…

## Personnages
Robinson Sucroë
Jeune journaliste du New York Herald qui a été envoyé sur l'île du Tourteau, à priori déserte, pour y raconter ses aventures. Mais il découvre à son grand déplaisir que son île était déjà occupé, il finit toutefois par s'y faire et à se lier d'amitié avec les Touléjour, notamment Mercredi.
Mercredi
Membre de la tribu Touléjour et meilleur ami de Robinson Sucroë. Il est doté d'une grande force, mais est aussi très intelligent, ayant élaboré plusieurs pièges pour repousser les attaques de pirates. C'est notamment lui qui écrit les récits de Robinson de façon à ce qu'ils soient suffisamment extraordinaires pour plaire aux lecteurs du New York Herald, mais aussi assez dangereux pour dissuader les touristes d'y venir.
Les Touléjour
Anciens naufragés d'un navire européen appelé le Touléjour. Ils sont les habitants de l'île du Tourteau, et n'aspirent qu'à vivre une vie paisible. Ils sont dirigés par Dimanche Matin.
Julius Uglyston
Journaliste du New York Herald et rival jaloux de Robinson Sucroë. Il est le seul à avoir découvert que l'île du Tourteau n'est pas déserte, il est alors prêt à tout pour faire éclater la vérité et faire renvoyer Robinson. Il est généralement accompagné d'un perroquet qu'il prend pour un pigeon.
Les pirates
Deux groupes de pirates rivaux : Les Français et les Anglais. Ils n'ont qu'un seul objectif, conquérir l'île du Tourteau, mais sont très souvent déjoués par Robinson et ses amis. Ils leur arrivent parfois de s’associer à Uglyston.

## Épisodes
1. L'Île du Tourteau
2. L'Île flottante
3. Courtecuisse 1er
4. Mission impossible
5. Le concours de sieste
6. La belle captive
7. Diva des îles
8. Le manuscrit volé
9. Embrouille et ratatouille
10. Coup de foudre
11. Le perroquet d'Uglyston
12. Bienvenue monsieur Floydd
13. L'épave du « Touslesjours »
14. Robinson Beach
15. Adieu Robinson
16. La guerre des Robinson
17. Un monstre dans l'île
18. L'île en folie
19. L'apprenti journaliste
20. La vie de pirate
21. Drôles de bêtes
22. L'élixir d'amour
23. Maman a raison
24. Toute la vérité
25. Voyage organisé
26. Coup double

## Distribution
- Franck de Lapersonne : Robinson Sucroë
- Gérard Rinaldi : Mercredi
- Gérard Surugue : Uglyston
- Annabelle Roux : Petite vacance
- Jean-François Kopf : Capitaine Courtecuisse
- Jean-Claude Montalban : Capitaine Brisk / Dimanche Midi
- Jane Val : Dure Soirée
- Michel Modo : M. Floyd

## Anachronisme
Un des épisodes de la série met en scène Charles Darwin. Or cela est impossible, puisqu'il est stipulé dans le premier épisode intitulé l'île du Tourteau que l'action se passe en 1787 et que Charles Darwin est né en 1809.

## Saga juridique
Les entreprises Cinar, France Animation et Ravensburger ont à l'époque copié le concept de Claude Robinson et affirmé qu'il avait été créé par Christophe Izard. Le 26 août 2009, le juge québécois Claude Auclair a reconnu que la maison de production Cinar et ses ex-dirigeants Ronald Weinberg et sa femme, feue Micheline Charest, l'ont volé, physiquement et intellectuellement, en plagiant l'histoire, les personnages et les dessins de Robinson Curiosité, la série pour enfants qu'il a imaginée au début des années 1980 et qu'il leur avait présentée pour qu'ils l'aident à la vendre à des producteurs américains,,.
Les copies originales ont été détruites en 2009 par Claude Robinson à la suite de la réussite de son procès. Il a détruit certaines des bobines de manière originale dans l'émission télévisée satirique Infoman. Le jugement a été porté en appel par les sociétés jugées coupables. Malheureusement pour elles, dans un jugement rendu le 20 juillet 2011, les trois juges de la Cour d'appel du Québec ont confirmé le verdict, leur donnant comme seule consolation une diminution majeure des dommages à payer à Claude Robinson. La décision est portée en Cour Suprême du Canada, où les juges ont encore une fois tranché en faveur de Claude Robinson.